# Plan RAM
 (mars 2025).
 (mars 2025).
La mise en forme du texte ne suit pas les recommandations de Wikipédia : il faut le « wikifier ».
Les points d'amélioration suivants sont les cas les plus fréquents. Le détail des points à revoir est peut-être précisé sur la page de discussion.
- Les titres sont pré-formatés par le logiciel. Ils ne sont ni en capitales, ni en gras.
- Le texte ne doit pas être écrit en capitales (les noms de famille non plus), ni en gras, ni en italique, ni en « petit »…
- Le gras n'est utilisé que pour surligner le titre de l'article dans l'introduction, une seule fois.
- L'italique est rarement utilisé : mots en langue étrangère, titres d'œuvres, noms de bateaux, etc.
- Les citations ne sont pas en italique mais en corps de texte normal. Elles sont entourées par des guillemets français : « et ».
- Les listes à puces sont à éviter, des paragraphes rédigés étant largement préférés. Les tableaux sont à réserver à la présentation de données structurées (résultats, etc.).
- Les appels de note de bas de page (petits chiffres en exposant, introduits par l'outil «  Source ») sont à placer entre la fin de phrase et le point final[comme ça].
- Les liens internes (vers d'autres articles de Wikipédia) sont à choisir avec parcimonie. Créez des liens vers des articles approfondissant le sujet. Les termes génériques sans rapport avec le sujet sont à éviter, ainsi que les répétitions de liens vers un même terme.
- Les liens externes sont à placer uniquement dans une section « Liens externes », à la fin de l'article. Ces liens sont à choisir avec parcimonie suivant les règles définies. Si un lien sert de source à l'article, son insertion dans le texte est à faire par les notes de bas de page.
- La présentation des références doit suivre les conventions bibliographiques. Il est recommandé d'utiliser les modèles {{Ouvrage}}, {{Chapitre}}, {{Article}}, {{Lien web}} et/ou {{Bibliographie}}. Le mode d'édition visuel peut mettre en forme automatiquement les références.
- Insérer une infobox (cadre d'informations à droite) n'est pas obligatoire pour parachever la mise en page.

Pour une aide détaillée, merci de consulter Aide:Wikification.
Si vous pensez que ces points ont été résolus, vous pouvez retirer ce bandeau et améliorer la mise en forme d'un autre article.
 (mars 2025).
Pour les articles homonymes, voir RAM.
Le plan RAM, également connu sous le nom d’opération RAM, plan Brana ou Rempart-91, était un plan militaire élaboré au cours de 1990 et finalisé à Belgrade, en Serbie, lors d'une réunion de stratégie militaire en août 1991 par un groupe d'officiers serbes supérieurs de l'Armée populaire yougoslave (JNA) et des experts du Département des opérations psychologiques de la JNA. Son but était d'organiser les Serbes en dehors de la Serbie, de consolider le contrôle du parti démocratique serbe (SDS) et de préparer des armes et des munitions pour établir un pays où « tous les Serbes avec leurs territoires vivraient ensemble dans le même État ». Un groupe distinct d'agents d'infiltration et d'officiers militaires a été chargé de la mise en œuvre du plan. Ces personnes ont ensuite entrepris de nombreuses actions pendant les guerres yougoslaves qui ont ensuite été décrites comme un nettoyage ethnique et un génocide.

## Planification
Le plan RAM (litt. "cadre") a été élaboré en 1990. Il a été finalisé à Belgrade, en Serbie, lors d'une réunion de stratégie militaire en août 1991 par un groupe d'officiers serbes de l' armée populaire yougoslave (JNA), dont le général Blagoje Adžić, le général major Milan Gvero, le major Čedo Knežević, le lieutenant-colonel Radenko Radinović, le général Aleksandar Vasiljević et des experts du département des opérations psychologiques de la JNA.
Le même mois, le président serbe Slobodan Milošević et Radovan Karadžić se sont rencontrés pour discuter du moment où attaquer la Bosnie-Herzégovine, au cours de laquelle Karadžić a été informé que sa livraison d'armes arriverait bientôt du général Nikola Uzelac, commandant de la JNA de Banja Luka. Au cours de la conversation, Milošević a mentionné RAM, demandant à Karadžić « Vous savez ce qu'est RAM ? », ce à quoi Karadžić a répondu positivement. Milošević et Karadžić étaient en contact régulier par téléphone.
En septembre 1991, l'existence du plan RAM a été divulguée par le Premier ministre yougoslave Ante Marković et ses détails ont été publiés dans l'hebdomadaire de Belgrade Vreme. Il dit que « la ligne a été clairement établie [entre le gouvernement serbe, l'armée et les politiciens serbes en Bosnie-Herzégovine]. Je le sais parce que j'ai entendu Milošević donner l'ordre à Karadžić d'entrer en contact avec le général Uzelac et de, à la suite des décisions de la réunion de la hiérarchie militaire, que les armes devraient être distribuées et que les TO de Krajina et de Bosnie soient armés et utilisés dans la réalisation du plan RAM.». Il a accusé la JNA de s'être «placée directement au service d'un camp » et a demandé au ministre yougoslave de la Défense Veljko Kadijević et Adžić de démissionner, affirmant qu'ils « menaient leur propre guerre en Croatie » et qu'ils avaient conclu un accord d'armement secret avec des chefs militaires conservateurs de l'Union soviétique lors de leur visite de mars 1991 à Moscou. Marković a pressé Kadijević de commenter le plan RAM. La transcription de la bande qui a fuité dit : 

« Milošević : Allez à Uzelac, il vous dira tout. Si vous avez des problèmes, téléphonez-moi.
Karadžić : J'ai des problèmes à Kupres. Certains Serbes y sont plutôt désobéissants.
Milošević : Nous pouvons y faire face. Appelez simplement Uzelac. Ne vous inquiétez pas, vous aurez tout. Nous sommes  les plus forts.
Karadžić : Oui, oui.
Milošević: Ne vous inquiétez pas. Tant qu'il y a l'armée, personne ne peut nous toucher. … Ne vous inquiétez pas pour l'Herzégovine, Momir [Bulatović, président du Monténégro] a dit à ses hommes : «Quiconque n'est pas prêt à mourir en Bosnie, avance de cinq pas». Personne ne l'a fait.
Karadžić: C'est bien … Mais que se passe-t-il avec les bombardements dans -
Milošević : Aujourd'hui n'est pas une bonne journée pour l'armée de l'air. La Communauté européenne est en session. »

Vreme avait signalé qu'en plus des déclarations d'autonomie des Serbes de Bosnie, des efforts étaient déployés pour armer les villages et les villes serbes de Bosnie-Herzégovine dès 1990 et s'étaient poursuivis en 1991. Il détaille l'origine de l'armement et l'implication de la JNA dans l'affaire. Au cours du procès de Milošević devant le Tribunal pénal international pour l'ex-Yougoslavie, une cassette diffusée à partir du 8 juillet 1991 indiquait :

« Milošević : L'avenir de la RAM est d'une importance stratégique, savez-vous ce qu'est la RAM ?
Karadžić : Oui, je sais tout, je sais tout.
Milošević : Le groupe Banja Luka est capable et mobile.
Karadžić: Bien.
Milošević : Vous devez donc vous assurer qu'il est en forme et mobile et qu'il n'y a pas de problèmes. Et, deuxièmement, que dans une heure, vous vous rendez à Uzelac en référence à l'accord. »

Milošević a affirmé plus tard que RAM était un nom de code indiquant le passage à des communications sécurisées et ne représentait pas un plan de guerre, même si aucun changement de ce type n'a eu lieu par la suite, ce dont Milošević n'a pas expliqué la cause. L'historien croate Davor Marijan a par la suite décrit les revendications du plan RAM comme étant fondées sur des preuves circonstancielles, affirmant qu'aucune preuve spécifique du plan n'avait été fournie (en date de 2012).
La fuite de septembre 1991 a alarmé le gouvernement de Bosnie, qui a décidé de proclamer l'indépendance le 15 octobre. À l'époque, la guerre d'indépendance Croate battait son plein et les actions serbes en Bosnie reflétaient celles des Serbes en Croatie. En décembre 1991, Ante Marković a démissionné pour protester contre l'utilisation excessive du budget yougoslave en dépenses militaires, qui en représentaient 86 pour cent.

## Préparatifs
Le but du plan était d'organiser les Serbes hors de Serbie, de consolider le contrôle des partis démocratiques serbes (SDS) et de préparer des armes et des munitions dans le but d'établir un pays où «tous les Serbes avec leurs territoires vivraient ensemble dans le même État. Dans leur plan, les officiers ont décrit comment l'artillerie, les munitions et autres équipements militaires seraient stockés dans des endroits stratégiques en Croatie, puis en Bosnie-Herzégovine. La police secrète serait utilisée pour armer et entraîner les Serbes locaux afin de créer des forces de police «fantômes» et des unités paramilitaires au sein de la Krajina Croate et en Bosnie-Herzégovine. Ces forces paramilitaires serbes de Bosnie organisées et armées devaient former l'Armée de la Republika Srpska (VRS).
Lors de la mise en œuvre du plan, un consensus s'est formé sur le fait que la chaîne de commandement devait être aussi limitée que possible et ressembler à une «entreprise mince»[pas clair]. Un groupe informel avec des généraux choisis  connu ensuite comme la « ligne militaire » a été créé. Jovica Stanišić a été installé à sa tête avec Mihalj Kertes participant en tant que "ministre du nettoyage ethnique". Il a été déterminé que le colonel Željko Ražnatović (Arkan) le dirigerait et que le général Ratko Mladić et le général Andrija Biorčević coordonneraient des groupes «autonomes» comme les Aigles blancs de Vojislav Šešelj et la Garde des volontaires serbes d'Arkan (SDG). Leurs recherches ont montré que le moral, le désir de bataille et la volonté des Bosniaques (musulmans bosniaques) «pourraient être écrasés plus facilement en violant des femmes, en particulier des mineurs et même des enfants, et en tuant des membres de nationalité musulmane dans leurs installations religieuses. » Selon le procès-verbal, une variante du plan RAM rédigé avait conclu que :

« Notre analyse du comportement des communautés musulmanes démontre que le moral, la volonté et la nature belliqueuse de leurs groupes ne peuvent être compromis que si nous orientons notre action vers le point où la structure religieuse et sociale est la plus fragile. Nous parlons des femmes, en particulier des adolescents, et des enfants. Une intervention décisive sur ces personnages sociaux sèmerait la confusion […], provoquant d'abord la peur puis la panique, conduisant à un probable retrait des territoires impliqués dans l'activité de guerre. Dans ce cas, nous devons ajouter une vaste campagne de propagande à nos actions bien organisées et incisives afin que la panique augmente. Nous avons déterminé que la coordination entre des interventions décisives et une campagne d'information bien planifiée peut provoquer la fuite spontanée de nombreuses communautés. »

Vladimir Srebrov, un politicien qui a cofondé le SDS avec Karadžić, avait lu le plan RAM en 1992 et dit que les officiers ont lancé une grande campagne de nettoyage ethnique "pour détruire économiquement la Bosnie et exterminer complètement le peuple musulman". Il a précisé que :

« Le plan a été élaboré dans les années 80 par l'état-major général de l'armée populaire yougoslave (JNA). Il envisageait une division de la Bosnie en deux sphères d'intérêt, conduisant à la création d'une Grande Serbie et d'une Grande Croatie. Les musulmans devaient être soumis à une solution définitive: plus de 50% d'entre eux devaient être tués, une plus petite partie convertie à l'orthodoxie, tandis qu'une partie encore plus petite - ceux qui avaient de l'argent, bien sûr - devait partir pour la Turquie, en passant d'un soi-disant «couloir turc». L'objectif était de purifier complètement la Bosnie-Herzégovine de la nation musulmane et de diviser le pays le long de la rivière Vrbas. Le nom même de la Bosnie allait disparaître. Tel était le but de la création de la Republika Srpska. »

Dans ses tentatives pour plaider auprès des nationalistes serbes de ne pas poursuivre le plan, il a été emprisonné et torturé par des milices serbes.

## Mise en œuvre
En 1990 et 1991, les Serbes de Croatie et de Bosnie-Herzégovine avaient proclamé un certain nombre d'« Oblastes autonomes serbes » dans l'intention de les unifier plus tard pour créer une Grande Serbie. En 1990, la Défense territoriale bosnienne a été désarmée, l'artillerie a été positionnée pour encercler les grandes villes et un certain nombre d'usines d'armes ont été déplacées de la Bosnie-Herzégovine à la Serbie. Dès septembre ou octobre 1990, la JNA avait commencé à armer les Serbes de Bosnie et à les organiser en milices. En mars 1991, la JNA avait distribué environ 51 900 armes à feu aux paramilitaires serbes et 23 298 armes à feu au SDS. À la suite de l'opération, les Serbes croates et bosniaques étaient "bien armés" à l'été 1991. Selon l'historien Noel Malcolm, « les mesures prises par Karadžić et son parti - [proclamer] "les régions autonomes serbes", l'armement de la population serbe, les incidents locaux mineurs, la propagande constante, la demande de "protection" de l'armée fédérale - correspondaient exactement à ce qui avait été fait en Croatie. Peu d'observateurs pouvaient douter qu'un plan unique était en application. ». La Commission d'experts des Nations unies (UNCoE) a examiné que :

« Premièrement, les forces paramilitaires serbes de Bosnie, souvent avec l'aide de la JNA, prennent le contrôle de la zone. Dans de nombreux cas, on dit aux résidents serbes de quitter la zone avant le début des violences. Les maisons des résidents non serbes sont la cible de destruction et les monuments culturels et religieux, en particulier les églises et les mosquées, sont détruits. Deuxièmement, la zone est sous le contrôle des forces paramilitaires qui terrorisent les résidents non serbes par des meurtres aléatoires, des viols et des pillages. Troisièmement, la zone saisie est administrée par les autorités serbes locales, souvent en collaboration avec des groupes paramilitaires. Au cours de cette phase, des résidents non serbes sont détenus, battus et parfois transférés dans des camps de prisonniers où de nouveaux abus, y compris des massacres, ont eu lieu. Les résidents non serbes sont souvent licenciés de leur travail et leurs biens sont confisqués. Beaucoup ont été contraints de signer des documents renonçant à leurs droits sur leurs maisons avant d'être expulsés vers d'autres régions du pays. »

Les rapports envoyés par Arkan à Milošević, Mladić et Adžić indiquent que le plan progressait, notant que l'attaque psychologique contre la population bosniaque en Bosnie-Herzégovine était efficace et devait se poursuivre. Les preuves recueillies par les organisations humanitaires, dont les Nations unies et Human Rights Watch, ont corroboré qu'une politique de viol a été organisée et mise en œuvre. Leurs conclusions ont déterminé que "la recherche, la planification et la coordination des camps de viol était une politique systématique du gouvernement serbe et des forces militaires avec l'intention explicite de créer un État ethniquement pur". L'UNCoE a conclu que « les pratiques de nettoyage ethnique, d'agression sexuelle et de viol ont été pratiquées par certaines des parties si systématiquement qu'elles semblent fortement être le produit d'une politique. » Il a déclaré dans un rapport de suivi qu'il était « convaincu que cette pratique odieuse [viol et maltraitance des femmes] constituait une arme de guerre délibérée pour mener à bien la politique de nettoyage ethnique menée par les forces serbes en Bosnie-Herzégovine, et […] que la politique odieuse de nettoyage ethnique était une forme de génocide ».
Dans la poursuite de "l'intervention décisive" du plan, Milan Dedić, le commandant du troisième bataillon de la VRS, a rapporté à Kertes que: « Seize cent quatre-vingts femmes musulmanes âgées de douze à soixante ans sont maintenant rassemblées dans les centres pour personnes déplacées sur notre territoire. Un grand nombre d’entre elles sont enceintes, en particulier celles âgées de 15 à 30 ans. De l’avis de Boćko Kelević et Smiljan Gerić, l’effet psychologique est fort et nous devons donc continuer. » Kertes a déclaré à l'armée serbe que :

« Le ministère yougoslave de l'Intérieur [le gouvernement serbe] n'ouvrira aucune enquête sur les viols, car ceux-ci font partie des activités de pression psychologique et stratégique de [l'armée]. Conformément aux Ministères de la Santé et de la Sécurité, et à la demande du Dr Vida Mandić et du colonel Loginov, il est établi qu'un certain nombre de jeunes femmes, les nombres à convenir, seront transférés en Slavonie et Baranja pour la besoins des forces serbes ainsi que des officiers de la FORPRONU. »

## Voir également